# Ошо
Ча́ндра Мо́хан Дже́ин (хинди चन्द्र मोहन जैन; 11 декабря 1931, Удайпура, Княжество Бхопал, Британская Индия — 19 января 1990, Пуна, Махараштра, Индия) с начала 1970-х более известен как Бхагва́н Шри Раджни́ш (англ. произношениео файле, хинди भगवान श्री रजनीश — рус. тот благословенный, который бог) и Ачарья, а позднее как О́шо (хинди ओशो — рус. океанический, растворённый в океане) — индийский религиозный и духовный лидер и мистик, относимый некоторыми исследователями к неоиндуизму, вдохновитель неоориенталистского и религиозно-культурного движения Раджниша. Проповедник новой санньясы, выраженной в погружении в мир без привязанности к нему, жизнеутверждении, медитации, ведущей к тотальному освобождению и просветлению, и отказе от эго.
Критика социализма, Махатмы Ганди и христианства сделала Ошо ещё при жизни противоречивой фигурой. Помимо того, он отстаивал свободу сексуальных отношений, в отдельных случаях устраивал сексуальные медитационные практики, за что заслужил прозвище «секс-гуру». Некоторые исследователи называют его «гуру скандалов»[значимость факта?].
Ошо — основатель системы ашрамов во многих странах. Во время пребывания в США основал международное поселение Раджнишпурам, несколько жителей которого до сентября 1985 года совершили так называемый биотеррористический акт. После депортации из Америки Раджнишу отказала во въезде 21 страна либо объявила его «персоной нон грата». Организация Ошо причислялась к деструктивным сектам в некоторых официальных документах России и ФРГ, а также отдельными частными лицами. В СССР движение Раджниша было запрещено по идеологическим причинам.
После смерти Ошо отношение к нему в Индии и во всём мире изменилось, он стал широко рассматриваться в качестве важного учителя в Индии и притягательного духовного учителя во всём мире. Его учение стало частью массовой культуры в Индии и Непале, а его движение получило определённое распространение в культуре США и всего мира. Беседы Ошо, записанные в период с 1969 по 1989 год, собраны и изданы последователями в виде более 1000 книг.

## Имена
На протяжении своей жизни Ошо использовал различные имена. Это соответствовало индийским традициям и отображало последовательное изменение его духовной деятельности. Ниже приведены значения имён Ошо в разные периоды жизни:
- Чандра Мохан Джеин (хинди चन्द्र मोहन जैन) — настоящее гражданское имя.
- Раджниш (хинди रजनीश) — это имя было прозвищем, данным Ошо в детстве[34] его семьёй[35]. Дословно оно переводится как «господин полной луны»[36].
- Ачарья Раджниш (хинди आचार्य रजनीश) — так его называли с середины шестидесятых по начало семидесятых годов. Ачарья означает «учитель»[2] или «духовный учитель», а также в некоторых случаях «профессор»[37][10].
- Бхагван Шри Раджниш (хинди भगवान श्री रजनीश) или коротко Бхагван — это имя Ошо носил с начала семидесятых годов до конца 1988 года. Бхагван означает «просветлённый» или «пробуждённый»[38]. В Индии слово Шри используется в качестве повседневного обращения, его значение близко к обращению «господин». В конце 1988 года отказался от данного имени, означающего также божественный статус, с комментарием: «Хватит! Шутка закончилась»[39].
- Ошо (хинди ओशो) — так он называл себя в последний год своей жизни, с начала 1989 года и до самой своей смерти 19 января 1990 года. В дзэн-буддизме «Ошо» (осё 王将) — это титул, который в источниках переводится как «монах» или «учитель». Именно так почтительно обращались к Бодхидхарме, первому патриарху чань[33][40]. Согласно буддологу и популяризатору дзэн Д. Т. Судзуки, в японском языке «осё» означает «мастер» или «учитель» и является титулом буддийского священника, а также иногда в ряде случаев мастера меча или копья[41]. Титул осё, использующийся в школах дзэн и дзёдо, фонетически происходит от слова касё, употреблявшегося в тэндайском буддизме, которое, в свою очередь, происходит от китайского слова хэшан, прототипом которого стало тюркское ходжа[42], в большинстве случаев означающее почётный титул духовного лица, или от санскр. उपाध्याय упадхьяя ‘религиозный учитель‘[43]. Имя «Ошо» было предложено ему учениками, так как оно часто упоминалось в дзэнских притчах, которые тот комментировал[33]. Ошо однажды дополнил это слово новым смыслом, связав его с понятием «океанический» Уильяма Джеймса (в английском языке слово «океан» звучит как «оушен»)[44]. В литературе движения Раджниша представлена ещё одна интерпретация: слог «О» означает любовь, благодарность и синхронность, а «шо» означает расширение сознания во всех направлениях[33][44]. Все новые издания его книг и другие его произведения публикуются сегодня под именем Ошо.

## Биография

### Детство и юность (1931—1950)
Чандра Мохан Джеин родился 11 декабря 1931 года в Кучваде, маленькой деревне в штате Мадхья-Прадеш (Индия). Он был старшим из одиннадцати детей торговца тканями и первые семь лет воспитывался бабушкой и дедушкой. Его семья, которая принадлежала к религиозной общине джайнов, дала ему прозвище Раджниш или Раджа («Король»). Раджниш был способным учеником и имел хорошую успеваемость в школе, но в то же время имел много неприятностей с учителями из-за своего непослушания, частых пропусков школы и всяческих провокаций по отношению к своим одноклассникам.
Раджниш рано столкнулся со смертью. Его дедушка, к которому он был сильно привязан, умер, когда Ошо было семь лет. Когда ему было пятнадцать лет, от брюшного тифа скончалась его подруга (и двоюродная сестра) Шаши. Потери глубоко тронули Раджниша, и его спокойные подростковые годы были отмечены меланхолией, депрессией и хронической головной болью. Именно в это время он пробегал в день от 15 до 25 км и часто медитировал до изнеможения.
В период увлечения социализмом Раджниш был атеистом, критиковал веру в религиозные тексты и ритуалы, подростком проявлял интерес к гипнозу. Некоторое время участвовал в коммунистических, социалистических и двух националистических движениях, боровшихся за независимость Индии: «Индийской национальной армии» и «Раштрия сваямсевак сангхе». Однако его членство в этих организациях было недолгим, поскольку он не хотел следовать какой-либо внешней дисциплине, идеологии или системе и начал считать, что лишь «революция в сознании» способна сделать людей умиротворёнными и счастливыми. Также Раджниш был начитанным и умел вести дискуссии. У него была репутация эгоистичного, высокомерного, даже мятежного молодого человека.

### Годы обучения (1951—1960)
В возрасте девятнадцати лет Раджниш начал своё образование по философии в колледже Хиткарине в Джабалпуре. После конфликта с учителем ему пришлось покинуть колледж и переехать в колледж Д. Н. Джайн, также расположенный в Джабалпуре. Ещё в студенческие годы в Джабалпуре, 21 марта 1953 года, медитируя во время полнолуния в парке Бханвартал, он испытал экстраординарный опыт, во время которого почувствовал себя переполненным счастьем — опыт, который позже описал как своё духовное просветление:
В ту ночь я умер и я возродился. Но человек, который возродился, не имеет ничего общего с тем, который умер. Это не непрерывная вещь… Человек, который умер, умер тотально; ничего от него не осталось… нет даже тени. Эго умерло тотально, полностью… В тот день, 21 марта, личность, которая жила много-много жизней, тысячелетия, просто умерла. Другое существо, абсолютно новое, совсем не связанное со старым, начало существовать… я стал свободным от прошлого, я был вырван из своей истории, я потерял автобиографию.
— Ошо
В 1955 году окончил колледж Д. Н. Джайн со степенью бакалавра. В 1957 году с отличием окончил Саугарский университет, получив степень магистра философских наук. После этого стал преподавателем философии в Райпурском санскритском колледже, но вскоре вице-канцлер попросил его искать другое место работы, так как посчитал, что Раджниш пагубно влиял на нравственность, характер и религиозность студентов. В 1958 году Раджниш начал преподавать философию в Джабалпурском университете, а в 1960 году стал профессором. Будучи известным лектором, он был признан своими коллегами как исключительно умный человек, который преодолел недостатки своего раннего образования в маленьком городе.

### Лекционные туры
В 1960-х годах Раджниш всякий раз, когда ему позволяла преподавательская деятельность, делал большие туры с лекциями по Индии, в которых он пародировал и высмеивал Махатму Ганди и критиковал социализм. Он считал, что социализм и Ганди превозносят бедность, а не отказываются от неё. Утверждал, что для того, чтобы победить бедность и отсталость, Индии необходим капитализм, наука, современные технологии и контроль над рождаемостью. Он подверг критике ортодоксальный индуизм, назвав брахманическую религию «мёртвой», наполненной пустыми ритуалами, угнетающей своих последователей с помощью страха быть проклятыми и обещаниями благословения, и говорил, что все политические и религиозные системы являются ложными и лицемерными. Благодаря этим заявлениям Раджниш сделал себя непопулярным среди большинства, но они привлекли к нему определённое внимание. В это время он стал использовать имя «Ачарья». В 1966 году после серии провокационных выступлений он был вынужден уйти с преподавательской должности, занялся индивидуальной практикой и обучением медитации.
Ранние лекции Ачарьи Раджниша велись на хинди, поэтому не были ориентированы на западных посетителей. Биограф Р. Ч. Прасад отмечал, что удивительное обаяние Раджниша чувствовали даже не разделявшие его взглядов. Его выступления быстро принесли ему преданных поклонников, в том числе среди богатых бизнесменов. Они получали индивидуальные консультации о своём духовном развитии и о повседневной жизни в обмен на пожертвования. Традиция обращения за советом к учёному или святому является обычной практикой в Индии, наподобие того, как люди на Западе получают советы психотерапевта или консультанта. Исходя из бурного роста практики, американский религиовед и доктор философии Джеймс Льюис сделал предположение о том, что Раджниш был необыкновенно одарённым духовным целителем.
Начиная с 1962 года Раджниш несколько раз в год проводил медитационные лагеря с активными техниками очищения, в это же время стали появляться первые центры медитации (Дживан Джаграти Кендра или Центры Пробуждённой Жизни).
Его движение «Пробуждённая Жизнь» («Дживан Джаграти Андолан») в этот период состояло, главным образом, из членов джайнистской религиозной общины в Бомбее. Один из таких членов движения участвовал в борьбе Индии за независимость и занимал значимый пост в партии Индийского национального конгресса, а также имел тесные связи с лидерами страны, такими как Ганди, Джавахарлал Неру и Морарджи Десаи. Дочь этого политика, Лакшми, была первым секретарём Раджниша и его преданным учеником.
Ачарья Раджниш утверждал, что вызывание у людей шока было единственным способом разбудить их. Многие индийцы были шокированы его лекциями 1968 года, в которых он подверг резкой критике отношение индийского общества к любви и сексу и выступил за либерализацию отношений. Он говорил, что изначальная сексуальность божественна и что сексуальные чувства не должны подавляться, а должны приниматься с благодарностью. Раджниш утверждал, что, только признав свою истинную природу, человек может быть свободным. Он не принимал религий, которые выступали за уход от жизни, истинная религия, по его словам, искусство, которое учит, как можно наслаждаться жизнью в полной мере. Эти лекции позднее вышли как книга, названная «От секса к Сверхсознанию», и были опубликованы в индийской прессе, назвавшей его «секс-гуру». Несмотря на оппозицию со стороны некоторых авторитетных индуистов он, однако, в 1969 году был приглашён выступить на Второй Всемирной индуистской конференции. Там, воспользовавшись возможностью, он выступил с критикой всех организованных религий и их священников, чем вызвал состояние ярости у индуистских духовных лидеров, присутствовавших на конференции.

### Бомбей

#### Фонд движения нео-саньясы
На публичном медитационном мероприятии в Бомбее (ныне Мумбаи) весной 1970 года Ачарья Раджниш впервые представил свою динамическую медитацию. В июле 1970 года он снял квартиру в Бомбее, где принимал посетителей, а также начал проводить беседы с небольшими группами людей. Хотя Раджниш, по своему собственному учению, сначала не стремился основать организацию, он 26 сентября 1970 года во время медитационого лагеря в Манали создал первую школу «нео-саньясинов», которых в настоящее время чаще называют просто «саньясинами». Посвящение в саньясу означало получение от него нового имени, для женщины, например, такого как «Ма Дхян Шама», для мужчины, к примеру, «Свами Сатьянанда», а также ношение оранжевой одежды, малы (ожерелья) со 108 деревянными бусинами и медальоном с изображением Раджниша.
Оранжевый цвет одежды и мала являются атрибутами традиционных саньясинов в Индии, которые рассматриваются там в качестве святых аскетов. В выборе такого намеренно провокационного стиля был элемент случайности. Это произошло после того, как Ачарья Раджниш увидел Лакшми в одежде оранжевого цвета, которую Лакшми выбрала спонтанно. Его саньяса, по словам Раджниша, должна быть жизнеутверждающей, потому что она празднует «смерть всего, чем вы были вчера». Самому Раджнишу в контексте саньясы не следовало поклоняться. Ачарья рассматривался саньясинами как катализатор или «солнце, подталкивающее цветок открыться». В 1971 году первые ученики начали прибывать из западных стран и присоединяться к движению. Среди них была и молодая англичанка, получившая от Ачарья Раджниша имя «Вивек». Раджниш пришёл к выводу, что в прошлой жизни она была его подругой Шаши. Перед смертью Шаши обещала Раджнишу, что вернётся к нему. После своего «возвращения» Вивек в последующие годы была постоянной спутницей Раджниша.

#### Бхагван
В том же году Раджниш отбросил титул «Ачарья» и принял вместо него религиозное имя Бхагван (буквально: Блаженный) Шри Раджниш. Присвоение этого звания подверглось критике со стороны многих индусов, но Бхагван, как казалось со стороны, наслаждался спорами. Позже он сказал, что изменение имени дало положительный эффект: «Только те, кто готов раствориться со мной, остаются, все остальные убежали». В то же время он также сместил акцент в своей деятельности. Теперь он был всё меньше заинтересован в лекциях для широкой публики; вместо этого он заявил, что будет в первую очередь заниматься вопросом трансформации людей, имеющих с ним внутреннюю связь. Поскольку всё больше и больше учеников приходило к нему с Запада, Бхагван стал давать лекции и на английском языке. В Бомбее начало ухудшаться его здоровье; из-за плохого качества бомбейского воздуха стали усиливаться астма, сахарный диабет, а также его аллергии. Его квартира стала слишком мала, чтобы размещать посетителей. Его секретарь Лакшми отправилась на поиски более подходящего места для пребывания и нашла его в Пуне. Деньги на покупку двух соседних вилл, занимающих примерную площадь в 2,5 акра, поступили от меценатов и учеников, в частности, от Екатерины Венизелос (Ма Йога Мукта), наследницы состояния известного греческого деятеля.

### Ашрам в Пуне (1974—1981)

#### Развитие и рост
Бхагван и его последователи в марте 1974 года переехали из Бомбея в Пуну. Проблемы со здоровьем беспокоили его ещё в течение некоторого времени, но строительство ашрама в Корегаон Парке не прерывалось. Саньясины работали в ашраме и часто получали за это бесплатное проживание и питание в течение некоторого времени. Последующие годы были отмечены постоянным расширением ашрама, число посетителей с Запада становилось всё больше и больше. К 1981 году в ашраме работали: собственная пекарня, производство сыров, художественно-ремесленные центры пошива одежды, создания ювелирных изделий, керамики и органической косметики, а также частный медицинский центр, имевший более чем 90 сотрудников, в том числе 21 врача. Проводились спектакли, музыкальные концерты и пантомимы. Увеличение потока людей с Запада было частично связано с возвращением части западных учеников из Индии, которые часто основывали медитационные центры в своих странах. Часть людей сообщала, что они никогда не контактировали с саньясинами и что, только увидев где-то фотографию Бхагвана, они почувствовали необъяснимую связь с ним и после этого понимали, что должны встретиться с Бхагваном. Другие читали книги Бхагвана, и таким образом у них тоже появлялось желание увидеть его. Бхагван получил значительный приток феминистских групп; большая часть хозяйственной деятельности ашрама возглавлялась женщинами.
Бхагван, говорилось в описании, был «физически привлекательный мужчина с гипнотическими карими глазами, бородой, точёными чертами лица и обаятельной улыбкой, его вызывающие действия и слова, а также его своеобразие и, по-всей видимости, бесстрашное и беззаботное поведение привлекали большое число разочарованных людей с Запада, являясь признаками того, что здесь может быть найден какой-то реальный ответ». Кроме того, он отличался тем, что принимал современные технологии и капитализм, не имел ничего против секса и был очень хорошо начитан — он легко цитировал Хайдеггера и Сартра, Сократа, Гурджиева и Боба Хоупа, а также свободно говорил о тантре, Новом Завете, дзэне и суфизме.

#### Групповая терапия
Кроме того, значительную роль сыграло синкретическое сочетание восточной медитации и западных методов терапии. Европейские и американские практикующие из движения гуманистической психологии приехали в Пуну и стали учениками Бхагвана. «Они пришли к нему, чтобы учиться у него, как жить медитативно. Они нашли в нём духовного учителя, который в полной мере понимал разработанную ими концепцию целостной психологии и был единственным, кого они знали, кто мог использовать её в качестве инструмента, приводящего людей к более высоким уровням сознания», — пишет биограф Бхагвана. Терапевтические группы вскоре стали существенной частью ашрама, а также одним из крупнейших источников дохода. В 1976 году существовало 10 различных терапий, в том числе «Энкаунтер», «Праймал», «Интенсивное просветление» и группа, в которой участники должны были попытаться найти ответ на вопрос «Кто я?». В последующие годы число доступных методов увеличилось до, примерно, восьмидесяти.
Чтобы решить, какие терапевтические группы пройти, посетители либо консультировались у Бхагвана, либо делали выбор в соответствии со своими предпочтениями. Некоторые из ранних групп в ашраме, такие как «Энкаунтер», были экспериментальными и позволяли проявлять физическую агрессию, а также сексуальный контакт между участниками. Противоречивые сообщения о травмах, полученных на сессиях группы «Энкаунтер», стали появляться в печати. После того как один из участников получил перелом руки, группы, допускавшие насилие, были запрещены. Ричард Прайс, в то время известный терапевт движения гуманистической психологии и соучредитель института Эсалене, нашёл, что некоторые группы поощряют участников «быть жестокими», а не «играть роль жестоких» (это норма для «Энкаунтер»-групп, проводимых в Соединённых Штатах), и критиковал за «худшие ошибки некоторых неопытных групп-лидеров Эсалена». Тем не менее многие саньясины и посетители были заинтересованы в участии в захватывающем для них эксперименте. В этом смысле они были воодушевлены словами Бхагвана: «Мы экспериментируем здесь со всеми способами, которые дают возможность исцелять человеческое сознание и обогащают человека».

#### Ежедневные события в ашраме
Типичный день в ашраме начинался в 6 часов утра с одного часа динамической медитации. В 8 часов Бхагван проводил публичную лекцию в так называемом «Будда-Холле». До 1981 года серии лекций на хинди чередовались с сериями на английском языке. Многие из этих лекций представляли собой спонтанные комментарии на тексты из различных духовных традиций или были ответами на вопросы посетителей и учеников. Беседы были приправлены шутками, анекдотами и провокационными замечаниями, которые постоянно вызывали вспышки веселья у его преданной аудитории. В течение дня проходили различные медитации, такие как «медитация кундалини», «медитация натарадж» и терапии, высокая интенсивность которых приписывалась духовной энергии, «полю будды» Бхагвана. По вечерам проходили даршаны, личные беседы Бхагвана с небольшим числом преданных учеников и гостей, а также проходила инициация учеников («принятие в саньясу»). Поводом для даршана, как правило, было прибытие ученика в ашрам, или его предстоящий отъезд, или особенно серьёзный вопрос, который саньясин хотел бы обсудить лично с Бхагваном. Четыре дня в году имели особое значение, в эти дни отмечались: просветление Бхагвана (21 марта); его день рождения (11 декабря) и день рождения Гуру Пурнима; полнолуние, во время которого в Индии традиционно почитается духовный учитель, и День Паринирваны, день, когда почитаются все ушедшие просветлённые. Для посетителей пребывание в Пуне было, как правило, интенсивным и очень ярким опытом, независимо, в конечном счёте, от того, «принял саньясу» посетитель или нет. Ашрам, по описаниям учеников, был одновременно «парком аттракционов и сумасшедшим домом, домом удовольствия и храмом».
Учение Бхагвана подчёркивало спонтанность, но ашрам не был свободен от правил. У входа стояли охранники, курение и наркотики были запрещены, а некоторая часть территории, такая как Дом Лао-цзы, в котором жил Бхагван, была доступна только для ограниченного числа учеников. Те, кто хотел прослушать лекцию в Будда-Холле («Пожалуйста, оставляйте обувь и ум за дверью», говорилось на вывеске у входа), должны были сначала пройти тест на наличие запахов, потому что у Бхагвана была аллергия на шампуни и косметические средства. И тем, у кого присутствовали такие запахи, доступ был запрещён.

#### Отрицательные сообщения в СМИ
В 1970-х годах Бхагван впервые привлёк внимание западной прессы как «секс-гуру». Критика к нему была направлена на терапевтические группы, отношение Бхагвана к сексу и его часто шутливые, но резко направленные на общественные ценности, высказывания («Даже такие люди, как Иисус, остаются немного невротичными»). Поведение саньясинов стало отдельным предметом критики. Для того чтобы заработать деньги на дальнейшее пребывание в Индии, некоторые из женщин уезжали в Бомбей и занимались проституцией. Другие саньясины пытались заниматься контрабандой опиума, гашиша и марихуаны, некоторые из них были пойманы и посажены в тюрьму. От этого, в том числе, страдала репутация ашрама. В январе 1981 года Ганноверский принц Вольф (Свами Ананд Вималкирти), двоюродный брат принца Чарльза и потомок императора Вильгельма II, умер от инсульта в Пуне. После этого встревоженные родственники захотели убедиться, что его маленькая дочь не будет расти вместе с матерью (тоже саньясином) в Пуне. Члены антикультового движения стали утверждать, что саньясины против своей воли были вынуждены принимать участие в терапевтических группах, что они страдают нервными срывами и что их заставляли заниматься проституцией и наркоторговлей.
Враждебное отношение окружающего общества в некоторой степени было продемонстрировано Бхагвану, когда в 1980 году было совершено покушение на его жизнь. Молодой индуистский фундаменталист Вилас Тупе во время утренней лекции бросил в Бхагвана нож, но промахнулся. В Индии появился запрещённый фильм об ашраме, в котором подверглись цензуре кадры, показывающие терапевтические группы, и кадры с открытой критикой Бхагваном тогдашнего премьер-министра Морарджи Десаи, главы индийского правительства, предлагавшего занять более жёсткую позицию против ашрама. Ко всему этому задним числом было отменено освобождение ашрама от уплаты налогов, в результате чего появились миллионные налоговые претензии. Правительство прекратило выдачу виз для иностранных посетителей, которые указывали ашрам в качестве основного места назначения.

#### Изменение планов и начало фазы молчания Бхагвана
Учитывая постоянно растущее количество посетителей и враждебное отношение администрации города к переезжавшим к Бхагвану людям, ученики начали рассматривать вариант переезда в Сасвад, расположенный примерно в 30 км от Пуны, где они хотели построить сельскохозяйственную коммуну. Однако поджоги и отравление фонтана в Сасваде дали понять, что там тоже не приветствуют деятельность ашрама. Последующие попытки приобрести землю для ашрама в Гуджарате не удались из-за противодействия со стороны местных властей.
Здоровье Бхагвана в конце 1970-х ухудшилось, его личный контакт с саньясинами, начиная с 1979 года, сократился. Вечерние даршаны стали проводиться в виде энергетических даршанов — вместо личных бесед теперь происходила «передача энергии», которая случалась, когда Бхагван большим пальцем касался середины лба ученика или «третьего глаза». 10 апреля 1981 года Бхагван начал фазу молчания и вместо ежедневных дискурсов стал проводить сатсанги (тихое совместное сидение с короткими периодами чтения из различных духовных произведений и живая музыка). Примерно в то же время Ма Ананд Шила (Шила Сильвермен) заменила Лакшми в качестве секретаря Бхагвана. Шила пришла к выводу, что Бхагван, страдавший в то время от очень продолжительной и болезненной проблемы смещения межпозвоночного диска, должен поехать в Соединённые Штаты Америки, чтобы пройти более качественное лечение. Бхагван и Вивек изначально, видимо, не особо поддерживали эту идею, но Шила настояла на переезде.

### Пребывание вСША(1981—1985)

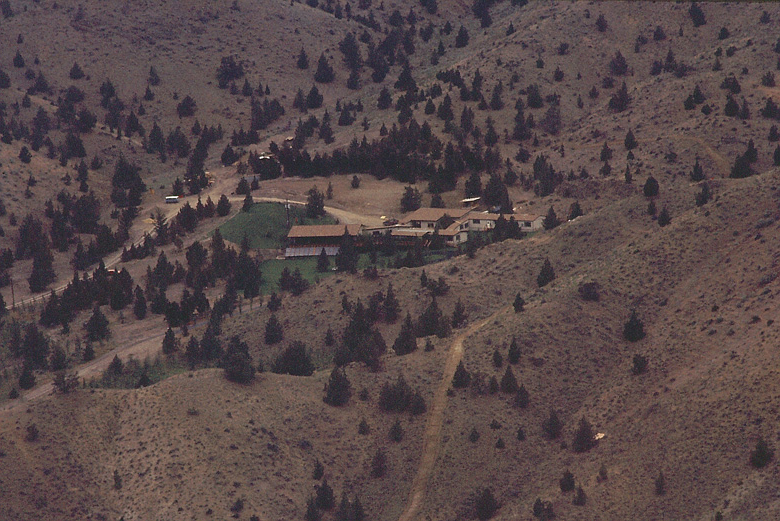
Раджнишпурам, штат Орегон. Дом, в котором жил Ошо. Лето 1982 г.

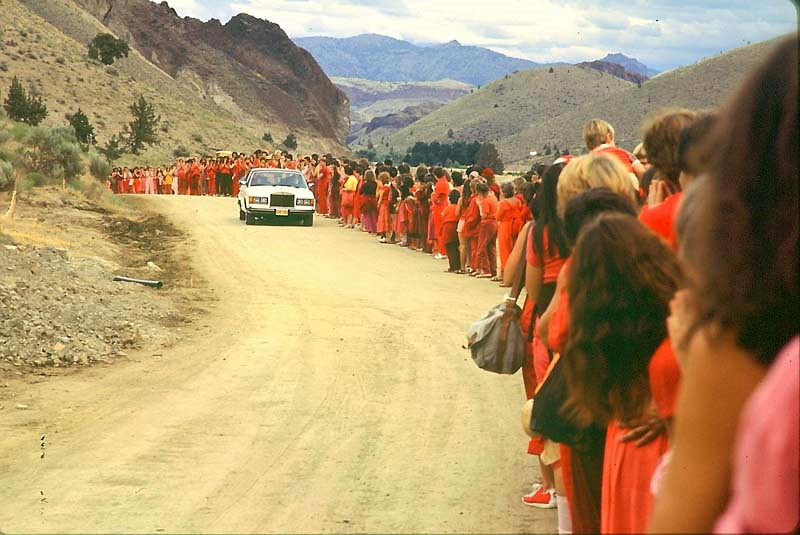
Раджнишпурам, штат Орегон. Ошо за рулём Rolls-Royce Silver Spirit едет вдоль толпы своих последователей. Лето 1982 г.

Весной 1981 года, после долгой болезни, Ошо перешёл в период молчания. По рекомендации врачей в июне этого года его отвезли на лечение в США, так как он страдал, в частности, диабетом и астмой.
Последователи Ошо купили за 5,75 миллиона долларов США ранчо Big Muddy площадью в 64 тысячи акров в Центральном Орегоне, на территории которого было основано поселение Раджнишпурам (ныне пригород города Антелоуп), где число приверженцев достигло 15 тысяч человек. В августе Ошо переехал в Раджнишпурам, где жил в трейлере в статусе гостя коммуны.
За четыре года, когда Ошо жил там, популярность Раджнишпурама росла. Так, на фестиваль в 1983 году приехало около 3000 человек, а в 1987 — около 7000 человек из Европы, Азии, Южной Америки и Австралии. В городе открылись школа, почта, пожарное и полицейское управления, транспортная система из 85 автобусов. За период с 1981 по 1986 год движение Раджниша накопило около 120 миллионов долларов за счёт различных семинаров по медитациям, лекций и конференций со стоимостью посещения от 50 до 7500 долларов.
Религиовед А. А. Грицанов отмечает, что «к концу 1982 года состояние Ошо достигло 200 миллионов долларов, не облагаемых налогами». Также Ошо владел четырьмя самолётами и одним боевым вертолётом. Кроме того, у Ошо была «почти сотня (числа разнятся) „роллс-ройсов“». Как сообщается, его последователи хотели довести число роллс-ройсов до 365, по одному на каждый день года.
В это же время обострились противоречия с местными властями относительно разрешений на строительство, а также в связи с призывами к насилию со стороны жителей коммуны. Они усиливались в связи с заявлениями секретаря и пресс-секретаря Ошо Ма Ананд Шилы. Сам Ошо до 1984 года продолжал пребывать в молчании и был практически изолирован от жизни коммуны. Управление коммуны переняла Шила, взявшая на себя роль единственного посредника между Ошо и его коммуной.
Внутри коммуны также усиливались внутренние противоречия. Многие последователи Ошо, несогласные с режимом, установленным Шилой, покинули ашрам. Столкнувшись с трудностями, правление коммуны во главе с Шилой использовало и преступные методы. В 1984 году в еду нескольких ресторанов соседнего городка Далласа были добавлены сальмонеллы для проверки, можно ли повлиять на результаты предстоящих выборов путём снижения числа людей, имеющих право голоса. По приказу Шилы были также отравлены личный врач Ошо и два сотрудника орегонских ведомств. Врач и один из сотрудников тяжело заболели, однако в конце концов выздоровели.
В 1984 году Федеральное бюро расследований «возбудило против секты Раджнеша уголовное дело», поскольку в Антелоупе «на территории центра Раджнеша были обнаружены склады оружия, лаборатории по производству наркотиков».
После того, как в сентябре 1985 года Шила и её команда в спешном порядке покинули коммуну, Ошо созвал пресс-конференцию, на которой сообщил информацию об их преступлениях и попросил прокуратуру инициировать расследование. В результате расследования Шила и многие её сотрудники были задержаны, а позже — осуждены. Несмотря на то, что сам Ошо не участвовал в преступной деятельности, его репутации (особенно на Западе) был нанесён значительный урон.
23 октября 1985 года федеральный суд присяжных на закрытом заседании рассмотрел обвинительное заключение против Ошо в связи с нарушениями иммиграционного законодательства.
27 октября 1985 года Раджнеш был арестован.
29 октября 1985 года после того, как личный самолёт Бхагвана приземлился на дозаправку в городе Шарлотт (штат Северная Каролина), он был задержан без ордера на арест и без предъявления на тот момент официального обвинения. Мотивом задержания была названа самовольная попытка Бхагвана покинуть США. (По словам Раджиша, он собирался вместе со своими 8 приближёнными лететь отдыхать на Бермудские острова). По этой же причине Бхагвану отказали в праве выхода под залог. Его поместили в следственный изолятор, предварительно зарегистрировав в тюрьме штата Оклахома под именем «Дэвид Вашингтон». По совету своих адвокатов, договорившихся с обвиняющей стороной, Бхагван подписал Alford plea — документ, согласно которому обвиняемый признаёт обвинения и в то же время сохраняет невиновность. В результате Бхагван признал 2 из 34 предъявленных ему пунктов обвинения в нарушении закона об иммиграции. В итоге, 14 ноября Бхагван был условно осуждён на 10 лет заключения, ему был выписан штраф в размере 400 тысяч долларов, и после этого Бхагван был депортирован из США без права возвращения в течение 5 лет. Бхагван распустил свой ашрам в Орегоне и публично заявил, что не является религиозным учителем. Также его учениками было сожжено 5 тысяч экземпляров книги «Раджнишизм», которая была 78-страничной компиляцией учения Бхагвана, определившего «Раджнишизм» как «безрелигиозную религию». Раджниш сказал, что приказал сжечь книгу, чтобы избавить секту от последних следов влияния Шилы, одежды которой также были «добавлены к костру».
10 декабря 1985 года регистрация Раджнишпурама была признана недействительной окружным судьёй Хелен Дж. Фрай в связи с нарушением конституционных положений отделения церкви от государства. Позднее, в 1988 году, Верховный суд США признал законность Раджнишпурама.

### Кругосветное путешествие (1986)
21 января 1986 года Бхагван заявляет о намерении совершить кругосветное путешествие, чтобы посетить своих последователей, живущих в различных странах. В феврале 1986 года Бхагван прибывает в Грецию по 30-дневной визе туриста. После этого Греческая православная церковь требует от властей Греции выслать Бхагвана из страны, утверждая, что в противном случае «прольётся кровь». 5 марта без какого-либо разрешения полиция входит на территорию виллы местного кинорежиссёра, где жил Бхагван, и арестовывает мистика. Бхагван платит штраф в размере 5000 долларов и 6 марта улетает в Швейцарию, сделав перед отлётом следующее заявление греческим журналистам: «Если один человек с четырёхнедельной туристической визой может разрушить вашу двухтысячелетнюю мораль, вашу религию, тогда её не стоит сохранять. Она должна быть разрушена».
По прибытии в Швейцарию он получает статус «персоны нон грата» по причине «нарушения иммиграционных законов США». Он перелетает на самолёте в Англию, где ему также не разрешают остановиться, а потом, 7 марта, вылетает в Ирландию, где он получает визу туриста. На утро следующего дня в гостиницу приходит полиция и требует незамедлительного вылета Бхагвана из страны, но позже власти разрешают ему на непродолжительное время остаться в Ирландии из-за отказа Канады разрешить приземлиться самолёту Бхагвана в Гренаде для дозаправки самолёта. В это же время Бхагвану отказывают во въезде Голландия и ФРГ. 19 марта приглашение к посещению с возможностью постоянного места жительства было прислано Уругваем, и в этот же день Бхагван с последователями вылетает в Монтевидео. В Уругвае саньясинами были обнаружены причины отказов ряда стран к посещению. Этими причинами были телексы, содержащие «дипломатическую секретную информацию», в которых Интерпол сообщал предположения о «наркомании, контрабанде и проституции» среди людей, окружавших Бхагвана.
14 мая 1986 года правительство Уругвая было намерено заявить на пресс-конференции о предоставлении Бхагвану права на постоянное место жительства. Но согласно ряду источников, вечером предыдущего дня с Сангинетти, который был президентом Уругвая, связались американские власти и потребовали выслать Бхагвана из страны, пригрозив в противном случае аннулировать американский заём Уругваю и не предоставлять займы в будущем. 18 июня Бхагван соглашается покинуть Уругвай. 19 июня он прилетает на Ямайку по полученной им 10-дневной визе. Сразу после прилёта рядом с самолётом Бхагвана приземляется самолёт ВВС США. На утро следующего дня все визы Бхагвана и его последователей признаются недействительными. После этого он вылетает в Лиссабон и некоторое время живёт на вилле, пока к нему снова не приходит полиция. В итоге, после того как под давлением США 21 страна отказывает Бхагвану во въезде либо объявляет его «персоной нон грата», он 29 июля возвращается в Индию, где шесть месяцев живёт в Бомбее у своего друга. В Индии Ошо открывает центр психотерапевтических и медитативных программ.
Религиовед А. С. Тимощук и историк И. В. Федотова отмечают, что «призыв к полной свободе, дополненный весьма либеральными взглядами на брак и сексуальные взаимоотношения, вызвал общественное негодование во всем мире и, возможно, сыграл свою зловещую роль».

### Пуна (1987—1990)
4 января 1987 года Ошо вернулся в Пуну в дом, где прожил большую часть жизни. Сразу же после того, как стало известно о возвращении Ошо, начальник полиции города в приказном порядке потребовал от него немедленно покинуть Пуну на том основании, что Раджниш «противоречивая личность» и «может нарушить порядок в городе». Однако Верховный суд города Бомбея отменил этот приказ в тот же день.
В Пуне Ошо ежедневно проводил вечера дискурсов, кроме случаев, когда они прерывались из-за плохого состояния здоровья. Публикации и терапии возобновились, а ашрам был расширен, теперь он стал называться «Мультиверситет», где терапия должна была работать в качестве моста для медитации.
Ошо разработал новые медитационно-терапевтические методы, такие как «Мистическая роза», и начал вести медитации в своих дискурсах после перерыва, длившегося более десяти лет. Поток посетителей снова усилился. Но теперь, пройдя через опыт совместной деятельности в штате Орегон, большинство саньясинов больше не стремилось к совместной жизни с другими саньясинами, а стало предпочитать самостоятельный образ жизни в обществе.
Красная/оранжевая одежда и мала были в основном упразднены, являясь необязательными с 1985 года. Ношение красных одежд исключительно в ашраме было восстановлено летом 1989 года, наряду с белыми одеждами, которые предназначались для вечерней медитации и чёрными одеждами для лидеров групп.
К концу 1987 года через ворота «Osho Commune International» в Пуне ежедневно проходили тысячи саньясинов и посетителей. Ошо проводит ежедневные даршаны, но его здоровье неуклонно ухудшается. В беседах Ошо часто повторяет, что не может оставаться со своими людьми ещё долгое время, и советует слушателям уделять основное внимание медитации.
В ноябре 1987 года Ошо выразил уверенность, что ухудшение его самочувствия (тошнота, усталость, боли в конечностях и недостаточная сопротивляемость инфекции) было вызвано его отравлением властями США, когда он находился в тюрьме.
Его врач и бывший адвокат Филипп Дж. Тоелкес (Свами Прем Нирен) предположил, что радиоактивный таллий был в матраце Ошо, так как симптомы были сосредоточены на правом боку, но не представил никаких доказательств.
Федеральный прокурор Чарльз Х. Хантер описал это как «полная фикция», в то время как другие предположили подверженность ВИЧ или хронический диабет и стресс.
С начала 1988 года дискурсы Ошо фокусируются исключительно на Дзэн. Его ежедневные лекции теперь проходят вечером, а не утром, как было ранее.
В конце декабря Ошо заявил, что больше не желает называться «Бхагван Шри Раджниш», и в феврале 1989 года он берёт имя «Ошо Раджниш», которое было сокращено до «Ошо» в сентябре. Он также потребовал, чтобы для всех торговых марок, ранее имевших бренд «RAJNEESH», был произведён ребрендинг на международном уровне в «OSHO».
Его здоровье продолжало ослабевать. Он выступил со своей последней публичной речью в апреле 1989 года, а после этого он просто сидел в молчании со своими последователями.
Незадолго до своей смерти Ошо предположил, что один или несколько людей на вечерних встречах (обозначаемых теперь как Братство Белых Одежд) подвергали его той или иной форме злой магии; была предпринята попытка поиска преступников, но никого найти не удалось.
6 октября 1989 Ошо выбирает «внутренний круг» — эта группа состоит из двадцати одного ближайшего ученика, на которых возложена ответственность административного управления и решения основных практических вопросов жизни коммуны.
В июне-июле основан саньясинский университет; он состоит из ряда факультетов, охватывающих различные семинары и групповые программы.
17 января 1990 года состояние здоровья Ошо значительно ухудшилось. Ошо появился на вечернем собрании только для того, чтобы поприветствовать собравшихся. Когда он вошёл в зал, было заметно, что передвигаться ему чрезвычайно тяжело.
Ошо умер 19 января 1990 года в возрасте 58 лет. Вскрытия произведено не было, потому причина смерти не установлена. Перед смертью Ошо отказался от предложений врачей провести срочное медицинское вмешательство, сказав им, что «Вселенная сама отмеряет свой срок».
Существует несколько неподтверждённых версий, по официальному заявлению врача Ошо, смерть произошла от сердечной недостаточности, вызванной осложнениями диабета и астмы.
По версии приближённых к Ошо последователей смерть произошла из-за медленного действия таллия, которым Ошо был отравлен во время тюремного заключения в США. По неподтверждённым версиям некоторых критиков, в частности православного активиста антисектантского движения в России А. Л. Дворкина, Ошо предположительно умер от СПИДа или передозировки наркотиков.
Тело Ошо перенесли в зал, где прошло массовое собрание, а затем кремация. Через два дня пепел, оставшийся от тела Ошо, перенесли в зал Чжуан-цзы — в ту самую комнату, которая должна была стать его новой спальней. Часть пепла перенесена также в Непал, в ашрам Ошо-Тапобан. Над пеплом поместили табличку со словами, которые за несколько месяцев до того надиктовал сам Ошо: «ОШО. Никогда не рождался, никогда не умирал, только гостил на этой планете Земля с 11 декабря 1931 по 19 января 1990 года».

## Учение Ошо
Учение Ошо чрезвычайно синкретично. Оно представляет собой хаотичную мозаику, составленную из элементов буддизма, йоги, даосизма, сикхизма, греческой философии, суфизма, европейской психологии, тибетских традиций, христианства, хасидизма, дзэн, тантризма и других духовных течений, а также собственных взглядов. Религиовед Л. И. Григорьева писала, что «учение Раджнеша — это смесь элементов индуизма, даосизма, суфизма и т. п.». Сам он говорил об этом так: «У меня нет системы. Системы могут быть только мёртвыми. Я — бессистемный, анархический поток, я даже не личность, а просто некий процесс. Я не знаю, что я говорил вам вчера»; «…цветок груб, аромат тонок… Вот что я пытаюсь сделать — свести воедино все цветы тантры, йоги, Дао, суфизма, дзэна, хасидизма, иудаизма, мусульманства, индуизма, буддизма, джайнизма…»; «Истина — вне конкретных форм, установок, вербальных формулировок, практик, логики, а её постижение осуществляется хаотическим, а не систематическим методом»; «Я — начало абсолютно нового религиозного сознания, — говорил О. — Пожалуйста, не связывайте меня с прошлым — его не стоит даже и вспоминать»; «Мое послание — не доктрина, не философия. Мое послание — это своего рода алхимия, наука трансформации, поэтому лишь тот, кто сумеет умереть таким, каков он есть, и возродиться настолько обновлённым, что не может себе это сейчас даже представить… только те немногие смельчаки будут готовы услышать, ибо слышать — значит идти на риск».
Многие лекции Ошо содержат противоречия и парадоксы, что Ошо комментировал следующим образом: «Мои друзья удивляются: вчера ты говорил одно, а сегодня — другое. Чего же нам слушаться? Я могу понять их недоумение. Они ухватились только за слова. Разговоры не представляют для меня никакой ценности, только пустоты между произносимыми мной словами — вот что ценно. Вчера я распахнул двери к моей пустоте при помощи одних слов, сегодня я открываю их, прибегая к другим словам».
Религиовед М. В. Воробьёва отмечала, что главная цель учения Ошо — это «погружение в этот мир и в эту жизнь». Религиовед С. В. Пахомов указывал, что целью учения Ошо является «утрата своего „я“ в океаническом сознании». Также Пахомов отмечал, что Ошо разработал разнообразные медитативные практики для достижения этой цели, включая практику динамической медитации, которая получила наибольшую известность среди всех практик.
Религиовед Л. И. Григорьева писала, что «конечная цель религиозной практики Раджнеша — достижение состояния просветления и тотального освобождения. Способы достижения этого состояния — отбрасывание стереотипов культуры, воспитания, традиций, отказ от всего того, что навязывает общество». При этом «разрушение „социальных барьеров и стереотипов“ должно происходить во время общения с „учителем“, а обретение внутренней свободы — через практику „динамической медитации“ и сексуальные оргии, преподносимые под вывеской тантризма».
Религиовед Н. С. Жиртуева указывала, что целью учения Ошо было появление нового человека, Зорбо-Будды, который бы синтезировал в себе все противоположности в единое целое, в том числе объединял бы духовный и материальный мир, научные и религиозные знания, а также искусство, расположенное посередине. В таком случае предполагается, что новый человек будет «одновременно мистиком, поэтом и учёным». Жиртуева также отмечала, что практическая часть учения была ориентирована на изменение «сознания из эгоцентрического в просветленное», что должно привести практика к «блаженству и счастью». Главными методами практики при этом являются медитация и любовь, указывала Жиртуева. Ошо считал, что любовь является «природным состоянием сознания», а также методом победы над страхом, по сути являющимся «отсутствием любви». Ошо также указывал на важность безусловной любви, в которой не будет «взаимного использования», собственничества, деления на «хозяина» и подчинённого и каких-либо условий.
Кандидат философских наук С. А. Селиванов указывал, что отличительными «визитными карточками» Ошо являются: динамическая медитация, нео-саньяса, реализованная в Пуне идея «коммуны», в которой присутствуют залы для медитации, терапии, музыки, танца, живописи и других искусств, и идея Зорбы-Будды, нового цельного человека. Селиванов также отметил, что Ошо сформировал четыре пути развития для последователей его учения:
1. Самостоятельный анализ событий, противостояние воздействию всякой идеологии и самостоятельное разрешение собственных психологических проблем.
2. Приобретение собственного опыта «жить полной жизнью», отказ от жизни «по книгам», поиск «причин возникновения страданий, радости, неудовлетворённости».
3. Необходимость вывода наружу своих внутренних и разрушающих психику «затаённых желаний» в процессе самореализации.
4. «Наслаждаться простыми вещами … — чашкой чая, тишиной, беседой друг с другом, красотой звёздного неба».

Религиовед Б. К. Кнорре считает, что учение Ошо является философией витализма «чистой жизненности», в которой первоначальные ощущения человека являются более важными, чем любые нормы социума. Возвращение к «чистому чувству» до приобретения различных стереотипов и цивилизационных комплексов Кнорре образно описывает как наслаждение жизнью без вопросов «зачем» и «почему». Для возвращения к данному состоянию и освобождению «истинного я» используются психофизиологические тренинги.
Сочетая множество традиций, особо важное место Ошо отводил традиции дзэн. Для последователей наиболее важное место из всего учения Ошо занимает медитация. Идеалом в учении Ошо считается Зорба-Будда, сочетающий в себе духовность Будды с чертами Зорбы.
Несмотря на сотни надиктованных книг, Раджниш не создал систематической теологии. В период орегонской коммуны (1981—1985) вышла в свет книга под названием «Библия Раджниша», однако после разгона этой коммуны Раджниш заявил, что книга была опубликована без его ведома и согласия, и призвал своих последователей избавиться от «старых привязанностей», к которым он отнёс и религиозные верования. Некоторые исследователи полагают, что Раджниш использовал в своём учении все крупные мировые религии, но отдавал предпочтение индуистской концепции «просветления» как основной цели для своих последователей.
Ошо также использовал широкий спектр западных представлений. Его взгляды о единстве противоположностей напоминают Гераклита, в то время как его описание человека как механизма, приговорённого к неконтролируемым импульсивным действиям, происходящим от бессознательных невротических паттернов, имеет много общего с Фрейдом и Гурджиевым. Его видение «нового человека», переступающего ограничения традиций, напоминает идеи Ницше в труде «По ту сторону добра и зла». Взгляды Ошо на освобождение сексуальности сопоставимы с идеями Лоуренса, а его динамические медитации в долгу перед Райхом.
Ошо призывает делать то, что исходит из чувства, течёт из сердца: «Никогда не следуйте разуму…не руководствуйтесь принципами, этикетом, нормами поведения». Он отрицал аскетику и самообуздание классической йоги Патанджали и заявлял, что «тяга к насилию, сексу, стяжательству, лицемерию — есть свойство сознания», также указывая, что во «внутреннем безмолвии» нет «ни алчности, ни гнева, ни насилия», но есть любовь. Он побуждал последователей выплёскивать свои низменные желания наружу в любой форме, что находило своё выражение «в конвульсивных содроганиях, истерическом поведении». Считается вероятным, что по этой причине ашрамы Раджниша становились объектом критики за антиобщественную деятельность: промискуитет, обвинения в правонарушении и т. д.
Ошо был сторонником вегетарианства и неоднозначно относился к алкоголю и наркотикам. По мнению критиков, последнее обстоятельство стало одним из главных факторов, сделавших его учение притягательным для поколения контркультуры в западных странах. В ашраме Ошо наркотики были запрещены.
Ошо пропагандировал свободную любовь и часто критиковал институт брака, называя его «гробом любви» в ранних беседах, хотя иногда поощрял брак за возможность «глубокого духовного общения». Позднее в движении появились церемония бракосочетания и ориентация на долгосрочные отношения. Ранние призывы против брака стали пониматься в качестве «желания жить в любви и согласии без договорной поддержки», а не в качестве однозначного отказа от брака. При этом саньясинами учитывалось также то, что Ошо выступал против догм в своём учении.
Ошо был убеждён в том, что большей части людей нельзя доверить иметь детей, а также в том, что количество рождающихся детей во всём мире слишком велико. Ошо считал, что «двадцать лет абсолютного контроля над рождаемостью» позволит решить проблему перенаселения планеты. Также Ошо указывал на то, что бездетность позволит быстрее достичь просветления, так как в таком случае возможно «родить самого себя». Призыву Ошо о стерилизации последовало 200 саньясинов, некоторые из них впоследствии признали данное решение ошибочным. Профессор социологии Льюис Картер высказал предположение о том, что слова о рекомендуемой стерилизации были сказаны Раджнишем для того, чтобы не усложнять планируемый и остававшийся в секрете переезд из Пуны в Америку.
Ошо считал женщин более духовными, чем мужчин. Женщины занимали большее число руководящих постов в общине. Среди последователей их соотношение к мужчинам также варьировалось в диапазоне от 3:1 до 3:2. Ошо хотел создать новое общество, в котором бы случилось «сексуальное, социальное и духовное освобождение женщин».
Религиовед А. С. Тимощук и историк И. В. Федотова отмечали, что Ошо «утверждал, что все религии прошлого антижизненны», а в свою очередь «его учение первым рассматривает человека во всей его полноте, как он есть». Ошо говорил, что «христианство — это болезнь», и часто ругал христианство, находя в нём мазохистские практики. Религиовед Л. И. Григорьева по этому же поводу отмечала: «Он отрицает все религии: „Я основатель единственной религии, другая религия — обман. Иисус, Мухаммед, Будда просто совращали людей.“» Это же высказывание Ошо в качестве самоописания приводит представитель американского христианского контркультового движения и апологет Уолтер Мартин. А. А. Грицанов приводит это же высказывание в ином варианте: «Я основатель единственной религии, — заявлял Раджниш, — другие религии — обман. Иисус, Мухаммед и Будда просто совращали людей… Моё учение основано на познании, на опыте. Людям не надо мне верить. Я разъясняю им свой опыт. Если они находят его правильным, они его признают. Если нет, то у них нет оснований в него верить».
Беседы Ошо не были представлены в академической обстановке, его ранние лекции были известны своим юмором и отказом Ошо принимать что-либо всерьёз. Такое поведение объяснялось тем, что оно являлось «методом трансформации», подталкивающим людей «за пределы ума».

### Эго и ум
Согласно Ошо, каждый человек является буддой с потенциальной возможностью просветления, безоговорочной любви и ответа (вместо реакции) на жизнь, хотя эго обычно предотвращает это, идентифицируя себя с социальной обусловленностью и создавая ложные потребности и конфликты и иллюзорное самосознание.
Ошо рассматривает ум как механизм выживания, копирования поведенческих стратегий, которые доказали свою эффективность в прошлом. Обращение ума к прошлому лишает людей способности жить подлинно в настоящем, заставляя их подавить подлинные эмоции и отгородиться от радостных переживаний, возникающих естественным образом при принятии настоящего момента: «У ума нет врождённой способности к радости… Он только думает о радости». В результате люди отравляют себя неврозами, ревностью и неуверенностью.
Ошо утверждал, что психологическое подавление (репрессия или вытеснение), часто защищаемое религиозными лидерами, заставляет подавленные чувства вновь проявиться в другом облике. Например, в случае сексуальных репрессий общество становится одержимым сексом. Ошо указывал, что вместо того, чтобы подавлять, люди должны доверять себе и принимать себя безоговорочно. Согласно Ошо, это не может быть понято лишь интеллектуально, так как ум может воспринять это только как ещё одну информацию, для более полного понимания необходима медитация.

### Медитация
Ошо представил медитацию не только как практику, но и как состояние сознания, которое будет поддерживаться в каждом моменте, как полное понимание, пробуждающее человека от сна механических реакций, обусловленных убеждениями и ожиданиями. Он использовал западную психотерапию в качестве предварительного этапа медитации, чтобы сформировать у саньясинов понимание их «психического и эмоционального мусора».
Ошо предложил в общей сложности более чем 112 методов медитации. Его методы «активной медитации» характеризуются как последовательные этапы физической активности и напряжения, приводящие в итоге к молчанию и расслабленности. Наиболее известной из них является динамическая медитация, которую описывают в качестве микрокосма мировоззрения Ошо.
Ошо разработал и другие техники активных медитаций (например, медитацию Кундалини, заключающуюся в «тряске», медитацию Надабрама, заключающуюся в «гудении»), которые являются менее активными, хотя они также включают в себя физическую активность. Его более поздние медитационные терапии требовали несколько сеансов в течение нескольких дней. Так медитация «Мистическая роза» включала в себя три часа смеха каждый день в течение первой недели, три часа плача каждый день в течение второй недели и три часа безмолвной медитации каждый день в течение третьей недели. Эти процессы «свидетельствования» позволяли саньясину реализовать «прыжок в осознанность». Ошо считал, что такие катарсические, очистительные методы были необходимы в качестве предварительного этапа, так как для многих современных людей было трудно сразу использовать более традиционные методы медитации из-за большого внутреннего напряжения и невозможности расслабиться.
В число традиционных методов медитации, которые давались саньясинам, входили дзадзэн и випассана.
Ошо подчёркивал, что абсолютно всё может стать возможностью для медитации. В качестве примера временного превращения танца в медитацию Ошо приводил слова танцора Нижинского: «Когда танец переходит в крещендо, меня больше нет. Есть только танец».

### Сексуальные практики и тантра
Ошо и движение Ошо известны своим прогрессивным и ультралиберальным отношением к сексуальности. Ошо получил известность как секс-гуру в 1970-х годах из-за своего тантрического учения об «интеграции сексуальности и духовности», а также из-за работы некоторых терапевтических групп и поощрения сексуальных практик среди саньясинов. Доктор философии социолог Элизабет Паттик указывала на то, что Ошо считал, что тантра повлияла на его учение в наибольшей степени вместе с западной сексологией, основанной на трудах Вильгельма Райха. Ошо пытался соединить традиционную индийскую тантру и психотерапию, базирующуюся на Райхе, и сформировать новый подход:

Все наши усилия до настоящего времени приносили неверные результаты, потому что мы не подружились с сексом, но объявили ему войну; мы использовали подавление и недостаток понимания, как способы решения сексуальных проблем … И результаты репрессии никогда не плодотворны, никогда не приятны, никогда не здоровы.
Оригинальный текст (англ.)
All our efforts to date have borne wrong results because we have not befriended sex but have declared war on it; we have used suppression and lack of understanding as ways of dealing with sex problems … And the results of repression are never fruitful, never pleasing, never healthy.

Тантра являлась не целью, но методом, с помощью которого Ошо освобождал последователей от секса:

Так называемые религии говорят, что секс — это грех, а тантра говорит, что секс — это единственное священное явление … Как только вы излечились от вашей болезни, вы больше не но́сите рецепт и пузырёк и лекарство. Вы бросаете это.
Оригинальный текст (англ.)
The so-called religions say sex is sin and Tantra says sex is the only sacred phenomenon … Once you are cured of your illness you don’t go on carrying the prescription and the bottle and the medicine with you. You throw it.

Религиовед А. А. Грицанов указывал на то, что сексуальная медитация, относящаяся к направлению тантры, являлась в учении Ошо способом «достижения сверхсознания», а сам Ошо считал, что только через интенсивное «переживание сексуальных эмоций» возможно «понимание их природы» и освобождение от сексуальной «страсти-слабости». Религиовед С. В. Пахомов указывал, что Ошо «поощрял среди своих адептов и сексуальную раскрепощённость, считая „тантрический“ секс движущей силой, ведущей к „просветлению“». Религиовед Д. Е. Фурман отмечал, что тантрический секс был одним из методов, которые Ошо давал некоторым ученикам для «постижения абсолюта».
Существуют слухи о том, что Ошо имел сексуальные отношения с последовательницами. Главным источником данных слухов является недостоверная книга Хью Милна. Личный врач Ошо, Г. Мередит, охарактеризовал Милна как «сексуального маньяка», зарабатывающего на порнографических желаниях читателей. Кроме того, несколько женщин говорили, что имели сексуальные отношения с Ошо. Некоторые последовательницы указывали на нереализованные сексуальные фантазии об Ошо. Надёжных доказательств, подтверждающих слухи о сексуальных отношениях Ошо, не существует. Большинство последователей считало, что Ошо соблюдает целибат.
В Ошо-движении существовала проблема эмоционального насилия, особенно ярко она была выражена в период функционирования Раджнишпурама. Некоторые люди получили сильные травмы. Социолог религии Айлин Баркер указывала, что некоторые из посетителей Пуны возвращались с рассказами о «сексуальных извращениях, торговле наркотиками, самоубийствах», а также с рассказами о физическом и психическом ущербе от программ Пуны. Но даже среди получивших травмы людей многие положительно оценивали свой опыт, включая тех людей, кто уже покинул движение. В целом, большая часть саньясинов оценивала свой опыт, как позитивный и аргументированно защищала его.
Религиовед А. А. Грицанов указывал на то, что в критической прессе 1970-х годов существовали публикации об оргиях в общинах, а также на то, что прозвище «секс-гуру» Ошо получил от журналистов того времени. При этом А. А. Грицанов писал: «Некоторые же исследователи считают, что к практикам Ошо вряд ли применимо слово „оргии“, так как Раджниш подчеркнуто не разделяет разнообразные проявления жизни на положительные и отрицательные: подобно многим индуистским культам в доктрине Ошо понятия „добро“ и „зло“ размыты», также отмечая, что групп с обнажением тела и сексуальными практиками в качестве катарсических процессов в ашраме Пуны было немного, но «именно эти группы привлекли самое большое внимание прессы».
Религиовед Л. И. Григорьева считала, что в общинах Ошо были распространены «сексуальные оргии, преподносимые под вывеской тантризма».
Религиовед и индолог А. А. Ткачёва отмечала, что «динамическая медитация» способствовала «разблокированию» нервной системы последователей Ошо посредством сильных хаотических движений и «выплёскиванию» возникших во время социализации «репрессий» и «комплексов». Здесь использовалось действие полностью противоположное нормальному. Ткачёва отмечает, поскольку Ошо соединил в своей практике тантру с фрейдизмом, то отсюда он был убеждён на 99 %, что все комплексы человека основываются на сексуальной почве. Терапия же в таком случае выражена в групповом сексе. Блокировки и комплексы воспринимались как «кармические следы», которые закрывают путь к достижению просветления, а прыжки и скачки должны были помочь прийти к состоянию «раскрепощённости», «катарсиса».
Религиовед А. С. Тимощук и историк И. В. Федотова отмечали, что о медитативных лагерях Ошо, которые были устроены в различных частях Индии, «часто рассказывали» как о местах, «где можно поучаствовать в оргиях и побаловаться наркотиками». Также они пишут, что в настоящее время «трудно сказать, что там происходило на самом деле», поскольку Ошо не делает различия проявлений жизни на хорошее и плохое, а считает их одним и тем же. Ошо «учил принимать всех людей и самого себя полностью, в том числе и сексуальную энергию».

### Дзэн
Из всех традиций Ошо особо выделял традицию дзэн. В поздних беседах Ошо указывал, что дзэн является его «идеалом религиозности»: 

Все религии, кроме дзена, уже мертвы. Они давно превратились в слежавшиеся ископаемые теологии, философские системы, сухие доктрины. Они забыли язык деревьев. Они забыли о той тишине, в какой можно услышать и понять даже дерево. Они забыли то счастье, какое приносит сердцу любого живого существа естественность и непосредственность. <…>
Я называю дзен единственной живой религией, потому что это не религия, а сама религиозность. В дзене нет догм, у дзена нет даже основоположников. У него нет прошлого. По правде сказать, он ничему не может научить. Это чуть ли не самое странное, что было в человеческой истории, — странное, потому что дзен радуется пустоте, расцветает, когда нет ничего. Он воплощается не в знании, а в неведении. Он не различает мирское и священное. Для дзена священно всё.

Комментируя вэнь-да о смысле прихода первого дзэнского патриарха Бодхидхармы с запада, Ошо указывал, что смысл его прихода состоял в том, чтобы «пробудить тебя», и заявлял, что у него также нет желания «философствовать», а есть намерение «делать в точности то же, что и Бодхидхарма».
Дискурсы Ошо фокусируются исключительно на дзэн с 1988 года. Хотя более ранние лекции Ошо часто описывали тантру и другие темы, но, как отмечает социолог религии Джудит Фокс в части «От тантры к дзэн» своей книги об Ошо, большая часть его лекций была ориентирована на дзэн уже с самого раннего периода. Также Фокс указывала, что, хотя внешний вид коммун Ошо связан с дзэнской эстетикой, самого же Ошо нельзя однозначно связать лишь с одним направлением дзэн или одним направлением тантры. Отношение тантры и дзэн Ошо описывал следующим образом: «Тантра — это лекарство. Дзен — это не лекарство. Дзен — это состояние, когда болезнь исчезла; и, конечно, вместе с болезнью — и лекарства».
Ошо считал, что только дзэн способен спасти СССР и коммунизм от разрушения, предрекая в 1989 году превращение СССР в «обычную капиталистическую страну», потерявшую «достоинство и силу». Ошо считал, что в идеальном социально-политическом устройстве второй стадией после коммунизма должна быть дзэнская созерцательность.
Ошо часто использовал в своих беседах дзэнскую доктрину не-ума или пустотности всего. Последней беседой Ошо стал «Дзен-манифест».
Доктор философии по философии религии и профессор Бирмингемского университета Джордж Крайссайдс описал Ошо как, прежде всего, буддийского учителя, который способствовал независимому «битническому дзэн». Он назвал неудачной характеристику учения Ошо как «попурри» из различных религиозных учений, потому что, по его мнению, Ошо не был философом-любителем. Рассказывая об образовании Ошо, он отметил: «Вне зависимости от того, принимает ли человек его учения или нет, этого человека трудно было уличить в шарлатанстве, особенно когда дело касалось развития чужих идей». Крайссайдс рассматривал бессистемные, противоречивые и возмутительные аспекты учения Ошо как часть природы дзэн, отмечая тот факт, что духовное учение стремится вызвать другой вид изменения в аудитории, чем это делают философские лекции, целью которых является улучшение интеллектуального понимания.
Доктор философских наук, профессор В. А. Кутырёв охарактеризовал Ошо как мастера дзэн. Кандидат философских наук и профессор ВШЭ О. А. Матвейчев охарактеризовал Ошо как «мэтра дзен» и как «второго проповедника дзен на западе» после Д. Т. Судзуки. Матвейчев указывал, что в ходе своих бесед Ошо применял дзэнские методы обучения, при этом сама беседа в словесной форме являлась только подготовительным этапом. По мнению Матвейчева, в ходе данного обучения Ошо при этом не добавлял в дзэн какие-либо искажения «в угоду западной традиции».
Книги Ошо о дзэн, как указывал буддолог и профессор Джон Макрей в 2003 году, иногда читаются современными японскими монахами традиции дзэн.

### Отречение и «новый человек»
Неосаньясины Ошо отвергают прошлое и будущее, живя здесь и сейчас, но не отвергают секс и материальный достаток. Раджниш увидел нео-саньясу, как новую форму духовной дисциплины или ту, которая существовала ранее, но была забыта. Он чувствовал, что традиционная индуистская саньяса превратилась в систему социального отречения и имитации. Раджниш акцентировал внимание на внутренней свободе и ответственности перед самим собой, требуя не поверхностных изменений в поведении, но глубокой внутренней трансформации. Желания должны были быть приняты и превзойдены, а не отрицаться. После того, как произойдёт «внутреннее цветение», влечения, например, влечение к сексу, останутся позади.
Раджниш называл себя «гуру для богатых» и говорил, что нищета не является подлинной духовной ценностью. Его фотографировали в роскошной одежде и с часами ручной работы, а в Орегоне Раджниш водил какой-нибудь из его роллс-ройсов каждый день (как сообщается, его последователи хотели купить ему 365 роллс-ройсов, по одному на каждый день года). Кадры роллс-ройсов были предоставлены прессе; они, возможно, отразили его защиту богатства и его желание спровоцировать американские чувства (поскольку он любил нарушать индийскую чувствительность ранее). Ошо отмечал, что только у того, кто не голодает и материально обеспечен, появляется значительный интерес к литературе, искусству и духовным поискам. Подтверждая, что он гуру для богачей, Ошо говорил своим последователям: «Вы пришли именно потому, что разочаровались в деньгах, <…> в карьере, <…> в своей жизни. Нищий сюда не придёт, он ещё ни в чём не разочаровался». Религиовед Д. Е. Фурман отмечал, что Ошо обычный человек, «только очень довольный собой и миром», обладающий спокойствием и доброжелательностью, а также находящийся в настоящем и живущий там «в своё удовольствие». «Я просто любящий комфорт и роскошь, ленивый человек».
Раджниш стремился создать «нового человека», сочетающего в себе духовность Гаутамы Будды с интересом к жизни Зорбы, воплощённом в романе Грек Зорба греческого писателя Никоса Казандзакиса. Под Зорбой Ошо имел в виду человека, который «не боится ада, не стремится в рай, живёт полноценно, наслаждаясь мелочами жизни… едой, питьём, женщинами. После трудового дня он берёт в руки музыкальный инструмент и часами танцует на пляже». Зорба-Будда, согласно Раджнишу, «должен быть так же точен, объективен, как учёный … так же чувственен и сердечен, как поэт … так же укоренён в своём существе, как мистик». Его термин «новый человек» относился к мужчинам и женщинам, чьи роли он видел дополняющими друг друга, хотя большинство из руководящих должностей в его движении занимали женщины. Этот новый человек, Зорба-Будда, должен охватывать как науку, так и духовность. Ошо считал, что человечество оказалось перед угрозой исчезновения из-за перенаселения, грядущей ядерной катастрофы и болезней (например СПИДа) и думал, что многие беды общества могли быть исправлены научными методами. Новый человек, согласно Ошо, больше не будет в ловушке институтов, таких как семья, брак, политические идеологии и религии. В этом отношении Раджниш подобен другим гуру контркультуры и, возможно, некоторым постмодернистским и деконструктивистским мыслителям.

### «Десять заповедей» Ошо
Когда Ошо был известен под именем Ачарья Раджниш, корреспондент как-то спросил Ошо про его «десять заповедей». В ответ Ошо отметил, что это трудный вопрос, потому что он был против каких-либо заповедей, но, просто, шутки ради, определил следующие:

1. Никогда не выполняйте ничью заповедь, пока она не исходит также и от вас.
2. Нет другого бога, кроме самой жизни.
3. Истина в вас, не ищите её где-то ещё.
4. Любовь — это молитва.
5. Стать ничем — это дверь к истине. Ничто само по себе — способ, цель и достижение.
6. Жизнь здесь и сейчас.
7. Живите пробуждённо.
8. Не плавайте — плывите.
9. Умирайте в каждое мгновение, так чтобы вы могли быть в каждое мгновение новыми.
10. Не ищите. То что есть — есть. Остановитесь и увидьте.

Он подчеркнул номера 3, 7, 9 и 10. Идеи, высказанные в этих заповедях, остаются неизменным лейтмотивами в его движении.

## Ошо-движение

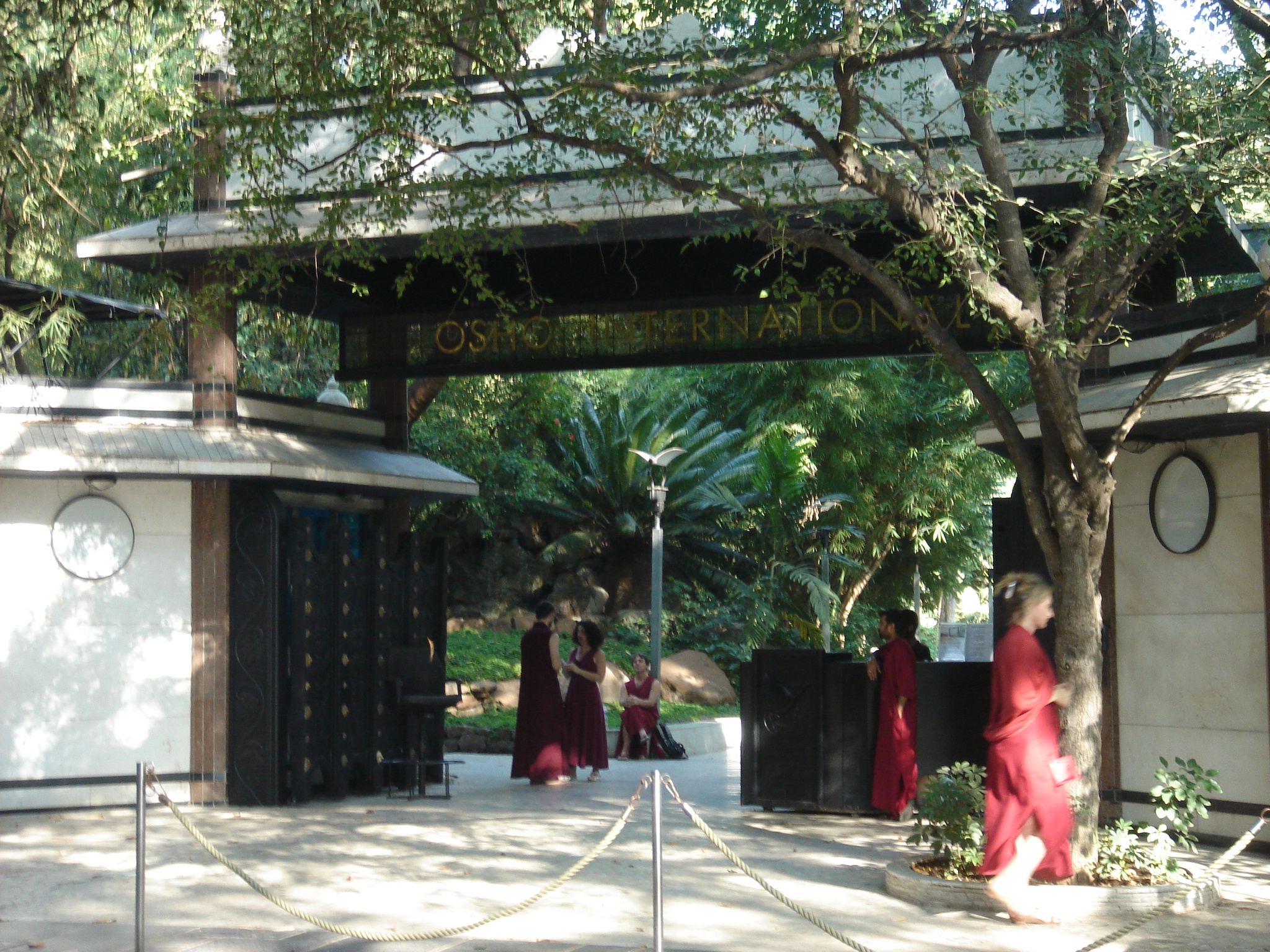
Международный медитационный центр Ошо в Пуне (Индия), 2008 год.

В начале 1970-х годов Раджниш начал создавать движение под названием «Неосаньяса», и его последователи позднее стали известны как саньясины или неосаньясины. Исследования учёных показывают, что в течение 1970-х годов рост численности движения происходил преимущественно за счёт жителей Запада, несмотря на то, что центр движения тогда находился ещё в Индии. В 1979 году из 200 членов коммуны в Пуне 80 % составляли иностранцы, по преимуществу — представители образованной контркультуры, которую не устраивали «традиционные социальные ценности». В конце 1970-х годов Ошо-движение стало «самым популярным и модным новым религиозным движением среди контркультуры и интеллигенции», большинство саньясинов имело высшее образование и относилось к представителям среднего класса. По данным некоторых исследоваталей, ко времени образования и работы Раджнишпурама 83 % саньясинов закончили колледж, две трети имели степень бакалавра и 12 % имели степень Ph.D.
На пике развития движения в середине 1980-х общая численность жителей коммун Раджниша по всему миру составляла несколько тысяч (преимущественно в Европе и Северной Америке), а численность последователей Раджниша превышала 100 тыс. человек. После изгнания Раджниша из США и его возвращения в Индию коммуна в Пуне была обновлена, и с тех пор она является фактической штаб-квартирой международного Ошо-движения. Академические исследователи Ошо-движения указывают на трудность выявления его численности и характерных черт из-за отсутствия чёткой организационной структуры и идеологии. Религиовед Д. Е. Фурман в 1986 году указывал на то, что число чистых саньясинов Раджниша, по его данным, колебалось на тот момент в диапазоне 200—300 тысяч, но его беседы читало и смотрело «неизмеримо большее число людей». На момент 2015 года, по данным Н. Р. Лидовой, число последователей составляло 300—500 тысяч человек.
Движение является децентрализованной структурой горизонтального типа. Отсутствие вертикальной иерархии и института передачи лидерства объясняется желанием Ошо отказаться от любых организаций и любых систем. Центр в Пуне, множество других центров Ошо и слабооформленных групп последователей связаны между собой лишь общим институтом саньясы.
В 70-е и 80-е годы последователи кроме ношения новой одежды и малы должны были придерживаться вегетарианства и практиковать медитацию минимум раз в день, позднее правила приобрели большую гибкость, в частности, в 1985 году оранжевая одежда и мала стали необязательными и были в основном упразднены.
На момент 2005 года, по некоторым данным, международное Ошо-движение находилось в стагнации. Религиовед Кнорре отмечал в 2006 году в контексте мировой глобализации, что движение Ошо демонстрирует «неуклонный (хотя и не очень быстрый) рост».
Ошо-движение имеет тесную генетическую связь с движением Сахаджа-йога.
На начало нового века во всём мире существует около 200 Ошо-центров, по данным религиоведа Л. И. Григорьевой, и примерно 750 Ошо-центров в более чем 60 странах, по данным религиоведа Д. Г. Мелтона в энциклопедии «Британника».

### Последователи в СССР и СНГ
Заинтересованность некоторого круга людей в учении Ошо возникла в СССР во второй половине 1980-х годов, чему способствовало распространение самиздатовских текстов лекций Ошо. Особую заинтересованность в тот период проявили студенты технических вузов. Также интерес возник и у людей среднего возраста, знакомых с идеями различных эзотериков.
С началом перестройки многие книги Ошо были переведены и изданы на русском языке. Как отмечает Кнорре, данные книги на фоне роста популярности Ошо в России в 1990-х годах начали вытеснять другие эзотерические книги.
В отличие от других новых религиозных движений движение Ошо в СНГ не стремилось оформлять себя в виде каких-либо институтов, хотя некоторые сообщества последователей являются зарегистрированными. Первая организация Ошо-движения возникла в 1991 году в Киеве, затем в других крупных городах стран СНГ, в том числе и в России. По данным религиоведа Кнорре на 2006 год, «центры Ошо» без формальной регистрации присутствуют практически в любом областном городе России.
Одной из причин низкой институциональной активности движения в СНГ является то, что последователи являются сетевым сообществом или субкультурой, в которой не существует никаких иерархий и ступеней. Это связано с тем, что Ошо указывал на необходимость разрушить любой догматизм, чтобы проявить «чистую жизненность». Считается, что человек должен быть оставлен «один на один с собой», превыше любых идеологий и самоидентификаций. Это является причиной того, что многие последователи Ошо выполняют медитации Ошо без посредников и посещения центров. В такой ситуации российские Ошо-центры играют лишь координационную роль и не имеют «сакрального статуса».
Российские последователи ценят в учении Ошо то, что оно позволяет выполнить «депрограммирование» или «разотождествление от какой-либо религии, нации, социального статуса».
Движение Ошо в СНГ также отличается тем, что в нём отсутствовал спад численности членов движения во второй половине 1990-х годов, как в большинстве прочих НРД в СНГ. Число последователей в России, по данным Кнорре, продолжает «неуклонно расти», а литература Ошо продолжает широко издаваться и распространяться в интернете.
Центры Ошо обращают большое внимание на развитие коммерческой деятельности: торговля книгами Раджнеша, аудио- и видеоматериалами, проведение платных курсов массовой и индивидуальной динамической медитации, астрологии и психотренингов. Для привлечения молодёжи устраиваются так называемые «Ошо-дискотеки».
Ученик Ошо, американец Свами Вит Мано принимал участие в Битве экстрасенсов-13 на ТНТ.
Ещё один ученик Ошо, Свами Даши, выиграл Битву экстрасенсов-17 на том же канале.

## Критика
Организации последователей Раджниша были классифицированы как деструктивная религиозная организация (тоталитарная секта, деструктивный культ) в Аналитическом вестнике Аналитического управления Государственной Думы РФ, написанным кандидатом юридических наук и известным специалистом антикультового движения в России Н. В. Кривелькой, и на сайте ассоциации РАЦИРС, возглавляемой А. Л. Дворкиным. В 1996 году Комиссией Национальной Ассамблеи Франции был составлен список, в котором организация «Centre d’information OSHO» была определена как секта, по данным Бертила Перссона, в 1999 году список был аннулирован.
Организация Ошо причислялась к деструктивным сектам в официальных документах ФРГ. В 2002 году Федеральный конституционный суд Германии вынес решение, согласно которому описание Правительством Германии движения Ошо как «псевдорелигиозного» и «деструктивного», а также обвинение движения в психологической манипуляции без фактического обоснования нарушает конституционные права религиозного объединения. Суд также указал, что описание движения в качестве «секты», «молодёжной религии», «молодёжной секты» и «психо-секты» является допустимым ввиду того, что оно обозначает движение как группу меньшинства или акцентирует внимание на его активности в сфере психологической помощи.
После депортации Ошо из США в 1985 году и Греции в феврале 1986 года 21 страна отказала гуру во въезде на свою территорию либо объявила «персона нон грата». Ещё до высылки Ошо британский социолог религии Айлин Баркер отмечала, что «несмотря на декларированную свободу, Раджнишпурам постепенно превращался в тоталитарную организацию с жёсткой системой контроля».
По мнению христианского проповедника Джона Анкерберга (John Ankerberg), отличительная особенность учения Ошо состоит в его полном отрицании моральных норм.
Российский востоковед и индолог, доктор исторических наук, ведущий научный сотрудник Центра индийских исследований Института востоковедения РАН Б. И. Клюев относит Ошо к «реактивным гуру» (англ. jet-guru), «бизнес-гуру» и «кока-кола-гуру», говоря о несвойственной для традиционного гуру роскоши, в которой жил Ошо и подобные ему. И отмечает следующее:

Традиционный индийский гуру был отшельником, доступ к которому имели только ближайшие ученики. Сегодняшние же бизнес-гуру с их агентами по рекламе, пресс-конференциями и даже с периодически раздражающими скандалами выступают в роли звёзд поп-религии.

Достигнув материального процветания, гуру строят в живописных уголках страны роскошные обители ашрамы, которые отличаются изысканной архитектурой, оборудованы по последнему слову техники (кондиционированные «пещеры» для медитации, телевизоры, цветомузыка) и нередко имеют свои собственные взлётно-посадочные площадки. 

Подобно типичным нуворишам, процветающие «реактивные» гуру любят выставлять напоказ символы своего богатства. У Бхагавана Раджниша — это кремовые «роллс-ройсы», у Саи Бабы — алые «мерседесы», у Дхирендры Брахмачари — бело-голубой самолёт…

### Ответы на критику
Религиовед А. А. Грицанов писал, что в интервью итальянскому телевидению на вопрос «Всё, что вас окружает, газеты представляют как некий культ, секту. Так ли это? Если нет, то как можно это назвать?», Ошо ответил следующим образом: «Это просто движение. Не культ, не секта, не религия, а движение за медитацию, попытка создать науку о внутреннем мире. Это учение о сознании. Обычная наука занимается миром объективным, а это движение создаёт науку о субъективном мире».
Грицанов привёл в своей книге выдержки из двух интервью Ошо о ситуации с Раджнишпурамом, в которых тот объясняет жёсткую систему контроля Раджнишпурама следующим образом: «Я выбрал Шилу своим секретарём, чтобы вы увидели, что такое фашизм. <…> Если хотите, чтобы Шила вернулась, я позову её, всю её шайку и опять поручу им эту общину. Если же не хотите, чтобы вами помыкали, сами несите ответственность за себя» и в качестве аналогичного примера приводит поддержку интеллигенцией Гитлера, делая вывод о том, что его интеллигентные саньясины «вечно пользуются свободой не так, как надо». Также Ошо говорил о том, что не видел, что делала Шила, так как он «никогда не выходит из дому и почти ни с кем не встречается…», а причина, по которой последователи не замечали происходящего, состояла в том, что «Шила, при всей уродливости её фашистских поступков, одновременно создавала нашу общину». Также Ошо соглашался с характеристикой Шилы как, с одной стороны, практической и смекалистой женщины, с другой, как деспотичной и мелочной, уточняя: «Если бы делами общины заправляли люди порядочные, политики давно бы её погубили».
Обсуждая мораль, Ошо указывал на её ограниченность: «Мораль — это фальшивая монета, она обманывает людей, это не религия вообще», а также «Человек реального понимания не является ни хорошим ни плохим. Он превосходит обоих». Грицанов, описывая взгляд Ошо на тантру, указывал, что Ошо «ненавидит мораль, потому что мораль „порождает лицемерие“», к которому Ошо относится в высшей степени отрицательно.
Грицанов писал, что, рассматривая ситуацию с большим количеством роллс-ройсов, Ошо говорил, что «в Индии один „мерседес“ вызывал шум, но в Америке понадобилась почти сотня „роллс-ройсов“, чтобы достичь такого же эффекта». Также добавлял: «Не было необходимости в девяносто шести „роллс-ройсах“. Я не мог использовать девяносто шесть „роллс-ройсов“ одновременно: та же самая модель, та же самая машина. Но я хотел, чтобы для вас стало ясно, что вы готовы бросить все ваши желания истины, любви, духовного роста для того, чтобы иметь „роллс-ройс“. Я специально создавал ситуацию, при которой вы будете чувствовать ревность. […] Функция мастера очень странная. Ему приходится помогать вам прийти к пониманию вашей внутренней структуры сознания: оно полно ревности». И резюмировал всё это Ошо следующим образом: «Эти машины выполнили своё предназначение. Они создали ревность во всей Америке, во всех супербогатых людях. Если бы у них было достаточно понимания, тогда вместо того, чтобы быть моими врагами, они бы пришли ко мне, чтобы найти путь освободиться от своей ревности, потому что в этом их проблема. Ревность — это огонь, который жжёт вас и жжёт сильно».

## Наследие

### В Индии

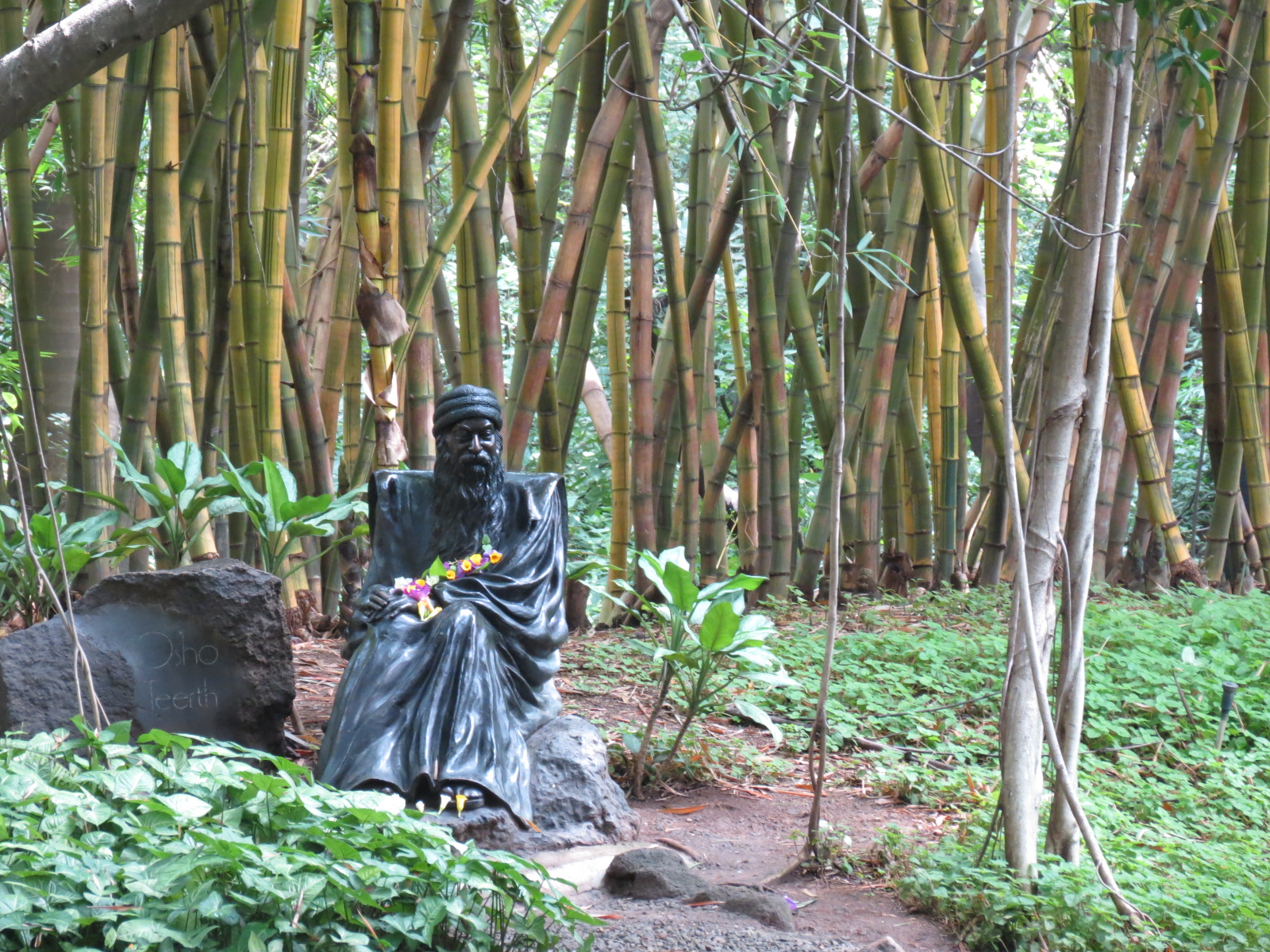
Памятник Ошо в парке Пуны

Хотя учения Ошо встречалось с сильным сопротивлением в его родной стране, после смерти Ошо произошло изменение в индийском общественном мнении
. Ошо стал рассматриваться в Индии в качестве важного учителя, а его учение стало частью массовой культуры в Индии и Непале. В 1991 году влиятельная индийская газета выбрала Ошо среди десяти человек, которые больше всего изменили судьбу Индии, поставив его в один ряд с Гаутамой Буддой и Махатмой Ганди.
К числу поклонников Ошо относится Джани Заил Сингх (президент Индии 1982—1987), премьер-министр Индии Манмохан Сингх и выдающийся индийский писатель, историк и журналист Хушвант Сингх. Актёр и ученик Ошо Винод Кханна, бывший садовником Ошо в Раджнишпураме, в 2002 году занимал должность министра культуры и туризма Индии, а с 2003 по 2004 год должность министра иностранных дел Индии.
Были приняты меры по сохранению оригинальных записей почти всех его дискурсов. Полное собрание работ Ошо было помещено в Библиотеку Парламента Индии в Нью-Дели.

### Международный медитационный курорт Ошо
Ашрам Ошо в Пуне стал Международным медитационным курортом Ошо, одним из главных достопримечательностей Индии. На медитационном курорте преподаются различные духовные методы из широкого спектра традиций, поэтому курорт заявляет о себе как о духовном оазисе и «священном пространстве» открытия самого себя, а также как о месте объединения желаний тела и ума.
Если в середине 1980-х годов большинство индийцев не хотело как-то связывать себя с коммуной Ошо, то на начало XXI века многие начали посещать медитационный курорт. Среди посетителей есть известные политики и работники средств массовой информации, также медитационный курорт посещал Далай Лама и основатель Facebook Марк Цукерберг. Прежде чем посетить курорт, необходимо сдать тест на СПИД, и тем, у кого обнаруживается болезнь, не позволяют войти (тест заделается непосредственно при входе в центр). По сообщениям прессы, курорт ежегодно привлекает около 200 тысяч человек со всего мира. Все медитативные практики на территории центра, носят групповой характер и осуществляются на платной основе.

### Во всем мире
Сегодня книги Ошо пользуются большой популярностью и опубликованы 49 международными издательствами на 55 языках (по данным 2007 года). Книги Ошо продолжают издаваться общим тиражом примерно в 3 000 000 экземпляров ежегодно (по данным «Osho Times» 2006 года). В России за период с 1994 по 1997 год было продано 500 000 книг Ошо.
Во всем мире по состоянию на 2000 год насчитывалось около 300 медитационных и информационных центров в 45 странах мира, основанных его движением. Его активные методы медитации, в частности, динамическая медитация и медитация кундалини, стали известны за пределами движения, которое он основал. Они используются во многих группах, не руководимых саньясинами, а также иногда в школах и университетах.
Ошо-терапия получила признание в качестве нового подхода к психотерапии и оказала влияние на другие терапии.
Международный фонд Ошо (Osho International Foundation), который проводит семинары управления стрессом для корпоративных клиентов, таких как IBM и BMW, сообщил в 2000 году о доходе в США от 15 до 45 миллионов долларов в год.

### Культурное наследие
Активно сотрудничали с Ошо музыканты Дойтер и Карунеш. Дойтер (Свами Чайтанья) является одним из наиболее известных музыкантов среди саньясинов Ошо. Запись своих альбомов Дойтер производил в Пуне и Раджнишпураме. Карунеш также отмечал, что его пребывание в ашраме Ошо в значительной степени повлияло на его музыку. Также саньясином Ошо стал Майк Эдвардс (Дева Прамада), известный английский виолончелист. Кроме того, можно отметить немецкого музыканта Прем Джошуа, игравшего на флейте, саксофоне и ситаре. Джошуа отмечает, что Ошо вдохновил его, познакомив с искусством «внутренней музыки». Влиянию Ошо также подверглась Дэва Премал, одна из самых известных исполнительниц медитативной музыки направления New Age. Атморави, или Иван Новиков, (белорусский музыкант, певец, поэт и композитор) стал саньясином Ошо в 1992 году и после пребывания в коммуне Ошо получил своё имя «Атморави».
Немецкий художественный фильм Маркуса Х. Розенмюллерса «Лето в оранжевом» 2011 года рассказывает о саньясин-коммуне, которая двигается из Берлина в верхне-баварскую деревню, чтобы открыть терапевтический центр. Фильм базируется на опытах детства режиссёра Урсулы Грубер и продюсера Георга Грубера, которые сами выросли в коммуне Бхагвана к югу от Мюнхена.
Пратикша Апурв, являющаяся племянницей и учеником Ошо, также является одним из наиболее хорошо известных индийских художников. Она является автором таких картин, как «Отражение», «Ищу», «Новый рассвет» и «Из тьмы к свету». Встреча с Ошо также сильно повлияла на итальянского художника Николя Стриполли: «Я встретил Ошо в Пуне, и встреча стала поворотным пунктом в моей жизни. Он дал мне имя на санскрите, означающее шаги к сознательному возрождению».
Амрита Притам, написавшая как поэт, прозаик и эссеист более 100 книг на панджабском языке, также была последователем Ошо и написала введение для нескольких его книг.
Профессор социологии и религиоведения Марион Голдман считает, что наиболее ярко культурное влияние Ошо-движения на современность проявляется в поддержке Ошо Леди Гагой, отмечавшей, что она прочитала многие книги Ошо и полюбила их и что ей очень близки идеи Ошо о восстании, которое проявляется в творчестве как «величайшей форме восстания в жизни», а также идеи Ошо о равенстве и борьбе за него. Голдман указывает, что заявления Леди Гаги не сопровождались критикой СМИ, что указывает на изменение взглядов по отношению к Ошо.

## Избранные труды
По высказываниям Иисуса:
- Горчичное зерно (по Евангелию от Фомы)
- Приходи, следуй за Мною том I—IV

По Дао:
- Дао: Три Сокровища (по Дао дэ цзин Лао-цзы), том I—IV
- Пустая лодка (истории о Чжуан-цзы)
- Когда туфли не жмут (истории о Чжуан-цзы)
- Ошо. Дао: путь без пути. — 2000. — Т. 1. — ISBN 5-7135-049-58.

По Гаутаме Будде:
- Дхаммапада (Том I—X)
- Дисциплина трансцендентности (том I—IV)
- Сутра сердца
- Алмазная сутра

По дзэну:
- Книга ни о чём (по Синь-синь-мин Сосана)
- Ни воды, ни луны
- Возвращаясь к истокам
- Трава растет сама
- Нирвана: Последний кошмар
- Поиск (по десяти быкам)
- Эверест дзэн (по Байчжану)
- Истинный мастер дзэн (по Кёдзану)
- Дзен: Путь парадокса
- Корни и крылья

По баульским мистикам:
- Возлюбленные

По суфизму:
- Пока вы не умерли
- Просто так
- Unio Mystica тома I и II (о поэзии Санаи)

По хасидизму:
- Искусство умирать

По упанишадам:
- Я есть То — беседы по Иша-упанишаде
- Высшая доктрина
- Предельная алхимия том I и II
- Веданта: Семь шагов к самади

По Гераклиту:
- Скрытая гармония

По Кабиру:
- Экстаз: Забытый язык
- Божественная мелодия
- Путь любви

По буддистской тантре:
- Тантра: Высшее понимание
- Виденье тантры

По Патанджали и йоге:
- Йога: Альфа и Омега том I—X

По медитации:
- Путь к совершенству
- Книга тайн, том I—V
- Медитация: Искусство внутреннего экстаза
- Оранжевая книга
- Медитация. Первая и последняя свобода

Беседы на общие темы:
- Ранние беседы (Early Talks)
- Я — врата
- Путь белых облаков
- Думать без ума (Walk Without Feet, Fly Without Wings and Think Without Mind)
- Тихий взрыв

Интервью (даршаны):
- Удар Молота по Скале
- Нечего терять
- Будьте реалистичны: план для чуда
- Кипарис во дворе
- Возлюбленные моего сердца
- Танец — ваш путь к богу
- Страсть к невозможному
- Великое Ничто
- Бог не для продажи
- Тень кнута
- Блаженны нищие духом
- Находясь в любви